# Janusz Kapustka
Janusz Kapustka (ur. 19 maja 1966 w Tarnowie, zm. 6 marca 2002) – polski żużlowiec.
Sport żużlowy uprawiał w latach 1986–1991 w barwach klubu Unia Tarnów.
Finalista młodzieżowych drużynowych mistrzostw Polski (Zielona Góra 1986 – IV miejsce). Dwukrotny finalista indywidualnego Pucharu Polski (Opole 1988 – VII miejsce, Ostrów Wielkopolski 1989 – VI miejsce). Finalista młodzieżowych mistrzostw Polski par klubowych (Leszno 1987 – VII miejsce). Dwukrotny finalista mistrzostw Polski par klubowych (Rybnik 1988 – V miejsce, Leszno 1989 – IV miejsce). Finalista turnieju o "Srebrny Kask" (1987 – X miejsce). Dwukrotny finalista turniejów o "Złoty Kask" (1988 – XI miejsce, 1989 – X miejsce).